# 小林克也
小林 克也（こばやし かつや、1941年〈昭和16年〉3月27日 - ）は、日本のラジオDJ、ナレーター、タレント、俳優。広島県福山市野上町出身。DJに特異な分野を築いた第一人者、DJ草分けであり、ロックの伝道者。「ミスター音楽」と呼ばれる事もある。愛称はKORBY（コービー）。福山ふるさと大使 第1号。
キッスの日本公演に同行したアメリカ人ジャーナリストが「アメリカで立派に英語の先生になれる」と評するほど流暢な英語を話す。
広島大学附属福山高等学校卒業、慶應義塾大学経済学部中退。

## 来歴

### 英語習得からDJデビューまで
父親を早くに亡くし、教師だった母親の手で育てられた母子家庭。大きなラジオがおもちゃで、小学校3年生の頃、ラジオの丸ダイヤルをひねると色んな言語の放送が入ってきた。特に小林少年の心を鷲掴みしたのが山口県岩国基地からの極東放送（FEN）。腹をすかせていた時代で、そこから流れてくる英語には焼いた肉の匂いが漂うような、リッチな響きがあったという。一番ビックリしたのはエルヴィス・プレスリーの「監獄ロック」。それまでの音楽観をぶっ飛ばすような8ビートの力強いリズム、強烈なテンポに一瞬で虜になったという。当時のアメリカは、ラジオが第2期黄金期を迎え、ロックンロールが若者を席巻していた。日本のラジオとは違い、曲の解説はせず、「この曲があまりにもホットだから、こないだアンテナの上に止まっていた鳥が焼け死んだ」というように、アメリカンジョークを入れた番組作りに魅了される。お気に入りの番組を聴くために学校を休むこともあった。その内に天気予報、それからニュースと英語を口まねするようになった。学校で英語の音読はピカイチで、先生よりも上手くなり、誰からもが認められ自信を持った。小学校6年の終わり頃から親戚の知り合いから本格的に英語を習い始め、英語の発音を徹底的に鍛えた。英語もおしゃべりも全て我流。
中学時代はボイス・オブ・アメリカやオーストラリア放送、ラジオ北京などの短波放送を熱心に聴取。1955年、ロックンロール元年を告げるビル・ヘイリー・アンド・ヒズ・コメッツ「ロック・アラウンド・ザ・クロック」も短波で聴いた。プレスリーやエディ・コクラン、バディ・ホリーら、ロックに夢中になる。英語の授業で小林が教科書を読むと教室がシーンとなったという。
広島大学附属福山高等学校に首席で合格する。入学後も英語に熱中し、英語部に所属。高校2年で英語部の部長に就任。将来は英語を活かす仕事をすると決めていたため、幾何学など英語以外の科目はどうでもよくなったという。
このため、大学受験では現役時に東京大学と東京外国語大学を記念受験で受けたが英語以外の成績に問題があったことから合格せず、浪人で英語の配点が高い慶應義塾大学経済学部に合格し、入学。大学1年在学時に運輸省の通訳案内業国家試験に合格。外国人相手の観光ガイド（通訳案内士）のアルバイトをして、実践で英語力を身につけていく。東京に出て来た途端、「お前、訛ってるよ」と広島弁を笑われ、劣等感がずっとあった。今も英語に広島弁が邪魔し、抜けないという。また大学時代にアメリカで大流行していると聞いた貸しレコード屋を友人と慶應義塾大学の前で開く。しかし時代が早すぎて学生さえ寄り付かず、お店はプレイガイド→外人タレント仕出し屋→スナック→英語塾と変わった。精を出し過ぎ、好きな英語でも経済学の英語原書には全く興味を持てず、大学を中退。但し、プレイガイドを短期間でもやったことで、キョードー東京と繋がりが出て、1965年から外人タレントの司会の仕事が貰えるようになった。大学中退後は、赤坂「月世界」、赤坂プリンスホテル「マグノリア」などの外国人相手のナイトクラブなどの司会を本業とした。司会業は32歳まで続けたが、1970年、29歳のとき、エルビス・プレスリーのラスベガス公演を観るため渡米。何と世界のプレスリーを舞台に呼び出す仕事をしていたのは、その日のディナーを給仕している人だった。「俺のやってる仕事は給仕でも出来る仕事だったのか」と大きなショックを受け、以降、プロデュース的な仕事にシフトしていく。
電波デビューは、1965年頃、豆腐屋さんの協会のCMが最初。テレビは『ジーン・ケリーショー』のナレーションが最初だが、外国の人名や単語を英語の発音通り喋ったら、ディレクターから「あまり英語っぽい発音だと聞く人が嫌う、日本語英語になっていない」と怒られた。
1970年、『バブリング・ポップス』（ラジオ関東 = 現・アール・エフ・ラジオ日本）のDJでラジオデビュー。この番組はワーナー・パイオニアの新譜（主に洋楽）を紹介する番組でその英語力と声質を活かし、一気にラジオ界の寵児となる。FENをまねてイントロに歌手のこぼれ話やジョークも交えトークを入れたら、それがウケて仕事が次々と舞い込んだという。
小林の個性を活かしてその名を強烈にアピールしたのが1971年から始まった東京12チャンネル（現・テレビ東京）の『ナウ・エクスプロージョン』（スポンサーはJUN）。同番組はアメリカの音楽ショーのフィルムを購入して日本で放送したもので、海外アーティストの動く映像を日本で初めて紹介したテレビ番組ともいわれる。DJを務めた小林のそれまでの高崎一郎や糸居五郎などとは一味違った英語の迫力、声の個性がヤングリスナーに注目された。ラジオの本場アメリカの手法を取り入れながら独自にアレンジしたスタイルで先頭を走る。
1974年にラジオのレギュラーが3本一気に終了し、収入がガタ落ちした。マンションを買う予定だった金を元手に、原宿で古い円筒形のレコードやブリキのおもちゃなど、アメリカの小物を置く雑貨店「アメリカン・オールスターズ」を開く。自身でアメリカに買い付けに行き、よく持ち帰ったのがネオンサイン。原宿駅前でビラ配りもした。そのうち古着ばかり売れるようになり収支はトントンで7年間店を続けた。1977年–1978年頃の年収は大半がCM収入で、1000–1500万円程度。

### スネークマンショーでカルト的人気に
1976年から選曲家の桑原茂一、俳優の伊武雅刀らともにラジオ大阪で『スネークマンショー』を開始。「スネークマン」の名は、小林が米国のDJウルフマン・ジャックのパロディとして登場させたキャラクターが由来である（小林が巳年生まれのため）。『スネークマンショー』で、子どもの頃に憧れていたアメリカの演出に近いラジオ番組が作れた。『スネークマンショー』のコントはほとんど小林が考えたものという。
当初はDJスネークマンによる音楽番組であったが、後にDJのオーディションで知り合った伊武雅刀を誘って、小林がキャラクター「咲坂守」などで2人の掛け合いによるコントを番組の曲間に挟む形式になった。当時としてはシュールで過激、不謹慎、下ネタを連発するコントがやがて話題を呼び、大阪ローカルから東京に進出しマニア的なブームを起こした。
さらにイエロー・マジック・オーケストラが自身のレコード『増殖』に「スネークマンショー」を収録し、武道館でライブを一緒に行ったことにより、音楽業界への知名度を上げたのはもちろん、後のエンターテイメントにまで幅広く影響を与えた。
1980年代の漫才ブームを起こしたことで知られる『THE MANZAI』（フジテレビジョン、1980年 - 1982年）の斬新な演出の一つとしてナレーションにアメリカナイズされた小林が起用された。

### 米国ヒット曲などの伝道師として
1981年にスタートしたテレビ朝日の音楽番組『ベストヒットUSA』では司会（VJ：ヴィジュアルジョッキー）を務め、洋楽ミュージックビデオを紹介。来日した数多くの米国アーティストに小林自らインタビューを行うなど、本格的な音楽ジャーナリズムとして名を馳せた。アイドル歌謡曲全盛時代の1980年代に於いて、日本にいち早く洋楽を紹介した功績は大きい。『ベストヒットUSA』は企画としても『MTV』より早いという。小室哲哉は『ベストヒットUSA』に大きな影響を受けたと述べており、ヒップホップグループKGDR（キングギドラ）のメンバーは3人とも『ベストヒットUSA』からの影響を話しており、Kダブシャインは「小林克也に洗脳されてたんです」と、岡村靖幸も「『ベストヒットUSA』から多大な影響を受けた」と、山崎まさよしも「洋楽を聴き始めたのは『ベストヒットUSA』からです」と述べるなど、多くの人が影響を述べている。2003年からはBS朝日・エフエムナックファイブなどで継続中。

### 日本初のラップ
1982年に結成した中年バンド「小林克也 & ザ・ナンバーワン・バンド」でのアバンギャルドな音楽活動でも知られる。
小林自身は「（何年だったかは忘れたが）六本木を歩いていたら、あるスタッフに呼びとめられて、スクラッチとラップを聴かされた、アーティスト名は忘れたが、それを聴いて衝撃受けた、これで世界が変わるかもしれないと思うほどで、パンクにやられたときと同じような衝撃を感じた。それですぐ、これをやりたいなとブロンディの「ラプチュアー」のアナログ盤をいじって「咲坂と桃内のごきげんいかがワン・ツゥ・スリー」を作り、1981年2月21日発売のアルバム『スネークマン・ショー』に収録したと話している。反復フレーズに乗って登場する2人のキャラクターが何かと自慢しあう、同曲が「日本初のラップ」である。小林は「絶えず音楽を紹介しているから、新しいものが出てくると、僕なりに受け止める。最初のころのラップは『服をたくさん持っている』とひたすら自慢するとか、そういう感じの歌詞だったんです」述べており、それが自身の音楽に反映した。
ザ・ナンバーワン・バンドはラップを本格的にやりたくて作ったバンドで、当時はラップをやったら普通にやるとだいたいトニー谷みたいに「♪あなたのおなまえ、なんてえの?」になってしまう。まずそれを壊さなきゃダメだと考えた。英語でやるつもりはなかったので、日本語のリズムから壊さなければと考え、森繁久彌の主演の「社長シリーズ」（東宝）でフランキー堺が日系人役で、岡山弁とも広島弁ともつかない英語混じりのヘンな日本語を使っていたのを思い出し、ハワイの二世とか三世はそれとよく似た日本語と英語が混ざった言葉を自然に使ってると思い付き、「うわさのカム・トゥ・ハワイ」を作った。サビの「きんさい　きんさい」のところはトム・トム・クラブの「おしゃべり魔女」からヒントを得た。ニューヨークから入ってきたばかりの独特のリズムを導入して1982年6月21日発売のアルバム『もも』に収録した、等と話している。「うわさのカム・トゥ・ハワイ」は、曲はポップながら、移民の苦労や真珠湾攻撃など、プロテストソング/反戦歌的内容を方言を用いてラップで自虐的に歌うという、その後の日本に於けるラップのプラットフォームを準備する楽曲となった。
桑田佳祐は自身の「ラップの起源は『うわさのカム・トゥ・ハワイ』。あれを克也さんに聴かされて、それにちなんで他のラップのアルバムを1、2枚聴いた」と述べている。クリス・ペプラーも「『うわさのカム・トゥ・ハワイ』の前には日本にラップはなかった。『うわさのカム・トゥ・ハワイ』が日本で最初のラップ」と述べている。宇多丸も「『咲坂と桃内のごきげんいかがワン・ツゥ・スリー』は日本語ラップとしてはかなり早い事例」と論じている。いとうせいこうも「咲坂と桃内のごきげんいかがワン・ツゥ・スリー」はラップと話しており、スネークマンショーに大きな影響を受け、自身が初めて手掛けた1985年12月21日発売されたアルバム『業界くん物語』を制作する際も参考にしたと話している。いとうは「『咲坂と桃内のごきげんいかがワン・ツゥ・スリー』はトム・トム・クラブ的なちょっとファンク寄りのなところにラップが乗ってくる解釈だったと思う。それはヒップホップの可能性の一つだと思っている」などと論じている。「咲坂と桃内のごきげんいかがワン・ツゥ・スリー」は1981年2月21日リリースで、まだトム・トム・クラブはデビューしておらず、同曲はトム・トム・クラブよりも早い。

### マルチな活動
ほとんど声（ナレーション）だけで、1983年度CM最多出演に輝いた。内訳はラジオが富士急ハイランド、資生堂ブラバスなど7本。テレビがフィリップモリス・ラーク、日産サニー。顔を出したテレビCMは日清カップヌードルなど3本で計12本。
『ベストヒットUSA』を観た石井聰亙から打診され、1984年『逆噴射家族』で主演デビュー。本作での怪演も評価された。2013年の宮藤官九郎監督作『中学生円山』で、平岡拓真演じる主人公の名前「円山克也」は『逆噴射家族』での小林克也が由来と宮藤は話している。
現在でもラジオDJとして活動中。自身で「リスナーにより楽しんでもらうために、日本では前例のないことをやってきたと思います」と話す。小室哲哉は「小林克也さんのあとを継ぎたいとずっと思っている」と話している。『小林克也のSUPER DANCE BEATS』など小林の名を冠したCDがいくつか存在する。また、語学力を活かし、英語関連の著書、教材も多数手掛ける。
1993年10月には、FM-NACK5で『ファンキーフライデー』が放送開始。関東エリア聴取率1位の常連番組として、2021年現在で80歳を超えた今でも「9時間生放送」を行っている。
2018年8月には、NHK-FMで『小林克也の音楽グラフィティ』を5夜に亘って放送し、ピーター・バラカン、山下達郎、亀淵昭信らと鼎談を繰り広げた。同番組の中で『ベストヒットUSA』では自分の好きな曲はほとんどかからず、ピーターがうらやましかったと秘話を明らかにした。同年、放送人の会より特別賞を贈られる。
2020年8月現在、ほぼ全ての出演番組で朗読コーナーを設置している。
2021年7月　東京・Zepp Hanedaでライブ「DOUBLE CELEBRATION ECSEACY NIGHT」と題したライブを行った。伊武雅刀がゲスト出演し、と祝って小林と“犬のうんこ”コントを披露。1980年代に人気を博した「スネークマンショー」が一夜限りの復活となった。
2022年11月、長年の音楽業界への貢献を称え、第9回JASRAC音楽文化賞を受賞。
2025年5月30日（現地時間29日）、FM-NACK5『ファンキーフライデー』で、ハワイホノルルワイキキビーチのモアナ・サーフライダー・ホテルから9時間にわたる特別生放送を行った。

## 人物
サザンオールスターズの桑田佳祐とは、1980年代初頭から長年の交流があり、サザンの楽曲制作に多数協力し、多数のアルバムにSpecial Thanksのかたちでクレジットされている（主に初期作品での英詞の監修）。桑田は小林について「当時から洋楽の知識や新しい情報をたくさんご存知で、僕もいろんな事を克也さんから学びました」と述べている。ザ・ナンバーワン・バンドのアルバム『もも』（1982年）で楽曲提供・ヴォーカル参加した「六本木のベンちゃん」の歌詞、"ゴトウ花店"、"秀和レジデンス"など、当時小林が会話に使っていた言葉を羅列したものだという。小林は六本木族をかすった時期があり、六本木での体験を小林が歌詞を先に書き、桑田がかなり書き換えたという。それを目の当たりにした小林は「うわ！すっげえ、こいつ天才だ」と思ったと話している。サザン1982年のアルバム『NUDE MAN』の1曲目「DJ・コービーの伝説」は、DJ・小林克也をモデルにした楽曲である。小林は『KAMAKURA』（1985年）収録の「死体置き場でロマンスを」にもMCとして参加している。また、2004年に発売されたサザンのDVD『ベストヒットUSAS』は全編ベストヒットUSAのパロディであり、小林もサザンのミュージックビデオを紹介するMCとして出演している。2008年の「サザンオールスターズ 『真夏の大感謝祭』 30周年記念LIVE」では、映像で出演し、ライブの開始を告げた。
高所恐怖症、閉所恐怖症、暗所恐怖症、鍵盤恐怖症で、1982年にサンフランシスコの山の上にあるサンタナの別荘を訪ねたら、瞑想室があり、入った途端、パニックを起こしたという。
第二言語ながらネイティブに近い英語を話す。口の形、舌の位置、口の周りの筋肉を鍛えることを重視しており、そのノウハウはVHSビデオテープ『English My Way!』で明かされている。
通訳案内士の活動当初は、訊かれても何もわからず、ただひたすら"I don't know.（わからない）"を繰り返し、ついには「神社」と「中華飯店」を間違えてしまい、観光客を激怒させてしまった。そのため、解雇になりかける。ところがその次の客には音楽知識で場の空気を盛り上げ、大いに気に入られた。ちなみにその客は、アメリカ合衆国のラジオ局の副社長だった。
高校時代、古文をカリキュラムとして学習させられることに関し、「なんでこんなに誰も使わない死んだ言葉を勉強しなきゃならないんだろう?」と疑問に感じた。その影響か、大学受験では入試科目に古典が一切なく、英語の配点が大きかった慶應義塾大学経済学部に入学する。
ユニクロ（UNIQLO）が、1984年6月に広島市中心部に開いた1号店（中区袋町）開店の時、広島ローカルのCMに起用され、のち全国展開が始まってからも、しばらくの間CM等に登場していた。当時の店名は「ユニーク・クロージング・ウエアハウス」(UNIQUE CLOTHING WAREHOUSE)といい、この略称が後の「ユニクロ」の元になっている。なお、この1号店は現在はない。また、ユニクロが現在のような有名ショップになった後も、再度CM出演したことがある。
『ねるとん紅鯨団』に出演した際に、好きなタイプの女性を訊かれて「ソフィア・ローレン」と答えている。
『ザ・ベストヒット'83』ではビートたけしと共演。細川たかしの「矢切の渡し」を英語風に「ヤギリノワタシ!」と紹介した。
広島東洋カープのファンであり、自身のラジオ番組でよく話題に挙げる。2014年からマツダスタジアムでのカープ主催試合で、7回裏のカープ攻撃前にオーロラビジョンで流れるカープファンによる著名人が歌う「それ行けカープ」リレー映像の企画が立ち上がった際、ギャラが安く、約50人が断る中、小林が真っ先に出演を快諾、「レジェンド」がOKしたと知った若い芸能人が小林に続いて出演を決めた。

## 出演

### ラジオ番組

#### 現在
- FUNKY FRIDAY（NACK5）- 毎週 金曜日 9:00 - 17:55(生放送)
- Music Machine Go! Go!☆ （ニッポン放送）- 毎週 土曜日 8:00 - 8:30
- ベストヒットUSA （NACK5）- 毎週 土曜日12:00 - 12:55
- 7時からドットコム（←6時からドットコム)（2018年4月1日 - bayfm）- 毎週 土曜日 19:00 - 19:53
- Veryカープ!名選手列伝～100人の物語～（2018年4月3日 - RCCラジオ） 毎週 火～金 17:51 - 17:57
- Veryカープ! RCCカープナイター（RCCラジオ） - タイトルコールを担当
- 小林克也のNo.1 RADIO (年1回放送、RCCラジオ）RCC福山放送局から生放送
- FMみはら（コミュニティ放送） - ステーションコールを2018年開局より担当

#### 過去
- クロスオーバーイレブン ロックン・ナイト（NHK-FM、1991年4月5日 - 1992年4月3日）
- サウンド・ストームDjango （TBSラジオ、1982年8月 - 1983年3月） - 月曜『ポップランド最前線』担当。
- JALミュージックツアー （TBSラジオ）[2]
- 百万人の英語（文化放送）「English Through Music」 - 1970年代から17年間、講師を務める[75]。ケント・デリカットらがnative speakerとして出演。毎週1曲、洋楽の歌詞の意味をnative speakerに確認しつつ解説。番組後半では、リスナーがスタジオで自分の選んだ英語の曲をカラオケで歌い、小林が後に助言する挑戦コーナーがあった[76]。
- ALL JAPAN TOP20 （文化放送）[2]
- ポップタウンエクスプレス （文化放送）
- 小林克也のザ・ナンバーワンジョッキー（文化放送）- 毎日放送 にもネット。
- 小林克也のおはよう マイラジオ（文化放送）
  - ミュージックオンザロード（NRN）- 上記番組の内包コーナーであったが、後継番組でも放送。
- 小林克也のオールナイトニッポン（ニッポン放送、1973年7月 - 12月、2007年12月30日 14:30 - 16:30） - 月曜パーソナリティを担当。
- ナガオカ・ワールド・ミュージック（FM東京、1978年ころ[4]。日曜夜にFM各局でオンエアされた[4]。小林は毎週木曜日の夕方5時ごろ、この時間が最終入稿にあたるキャッシュボックスに国際電話をかけてアメリカの最新チャートの情報を入手し、番組内で最新チャートとして紹介した[4]）
- ねらえ!サウンドライフ スゥイング・オン・バード・ランド（ニッポン放送）
- まるのみヤングバーガー サウンドカドカワ 克也と純のラジオがなんだ（ニッポン放送、1983年10月 - 1984年4月）
- Super Music Stadium （ニッポン放送） - 木曜パーソナリティを担当。
- お願い!DJ!克也とミッちゃんはっぴぃウィークエンド→お願い!DJ!克也とのりちゃんはっぴぃウィークエンド→お願い!DJ!小林克也はっぴぃウィークエンド→お願い!DJ!小林克也青春ベストヒットリクエスト（ニッポン放送）
  - トヨタ プレシャス・ボックス! （NRN各局） - ニッポン放送では『お願い!DJ!』の内包番組。
  - 小林克也のリクエストトップ3 （ニッポン放送（製作のみ）・NRN系 → 東海ラジオ）
- ナインティナインのオールナイトニッポン（ニッポン放送） - 声のアタック「やべっちポーカーフェイス」のみを担当。
- Good Music Saturday! （ニッポン放送）
- スネークマンショー（ラジオ大阪 → TBSラジオ、1976年 - 1980年）
- 小林克也のNo.1 RADIO（RCCラジオ、2015年 - 2019年）
- Veryカープ!伝説（2017年、RCCラジオ）
- 石井食品 Presents ビートルズから始まる。(bayfm、1999年4月 - 2018年3月)
- FM25時 ミュージック・エモーション・イン・FM→スコッチ・オン・エアー（FM東京）
- ラジオ・パラノイア（FM東京、1980年12月26日、1981年5月17日、1981年12月28日）
- 渡辺貞夫マイ・ディア・ライフ（FM東京、1972年8月6日 - 1989年3月25日）[2]
- シャレード・サウンド・レポート24 （FM東京）
- 小林克也のPOP MUSIC MASTER （TOKYO FM）
- NTT DREAM CRUISING（TOKYO FM）
- 小林克也 PIONEER マイ ホット ライン（TOKYO FM）
- MUSIC APARTMENT （TOKYO FM・JFN系）
- Good Morning KOBY （J-WAVE）
- DJ KOBY'S RADIO SHOW （J-WAVE）
- カーセンサーサウンドインモーション（FM横浜）
- ZIP HOT 100 （ZIP-FM、1994年10月 - 2006年3月）
- TOYOTA RADIO GAGA （FM PORT、2005年7月 - 12月）
- Hollywood-FM （InterFM・Kiss-FM KOBE）
- 渋谷で2時～Shibuya Rainbow～（CROSS FM、2019年8月 - 2023年3月)
- モバHO! 小林克也チャンネル

上記のうち、『ファンキーフライデー』『お願い!DJ!』『ZIP HOT 100』の3番組はいずれも4時間以上の長時間生放送番組であり、放送日もそれぞれ金曜・土曜・日曜と連続している点は注目に値する。しかし、『ZIP HOT 100』は本人の意思により3月26日放送をもって降板した。詳しい経緯は 小林克也のRADIO BAKA の「3つ目のボタン」中の『小林時々日記』に書かれている。

### テレビ

#### 現在
- ベストヒットUSA（BS朝日）毎週木曜 よる11：30 - 深夜0：00

#### 過去
- ベストヒットTODAY　(LET'S TRY・CS放送）
- THE ベストヒットUSA　(VIBE・CS放送)
- おしゃべり人物伝 （NHK）
- 海外ウィークリー （NHK）
- にんげんマップ（NHK） - キャスター
- どんぶり5656 （読売テレビ）
- にほんごでくらそう（NHK教育）
- 最高!ブギウギナイト（テレビ東京）
- テレビ近未来研究所 （TBSテレビ）
- BSヤングバトル （NHK-BS）
- メリー・クリスマス・ショー（日本テレビ）
- クイズ・ドレミファドン!（フジテレビ） - ナレーションを担当。また、スネークマンショーが当番組でテレビ初公開された際、小林もメンバーとして出演を果たした。
- 森田一義アワー 笑っていいとも!（フジテレビ） - 1985年4月 - 1986年3月※月曜日担当
- サントリー スポーツ天国（フジテレビ）
- おはよう!ナイスデイ（フジテレビ） - 向坂樹興・吉崎典子司会時代にオープニングとCM前のタイトルコール（CM前は「○○day! Niceday!」と、○○を曜日毎に言い換える）を担当。
- ザ・ベストヒット'83 （テレビ朝日）
- ザ・ハングマン6 （朝日放送） - オープニングナレーションを担当。
- THE MANZAI （フジテレビ） - ナレーションを担当。
- クイズ!!マガジン（テレビ朝日） - ナレーションを担当。
- HAMA大国ナイト（テレビ神奈川） - 横浜ベイスターズを応援していた番組であるが、小林自身は熱烈な広島カープのファンであるため、ベイスターズコーナーだけ席を外していた。
- 今夜は最高! （日本テレビ）
- 爆笑王誕生（日本テレビ） - 1992年4月から9月まできたろうと共に司会で出演。
- 気分はビビデバビデブ（名古屋テレビ）- 1995年から1999年まで放送。
- キスした?SMAP （朝日放送） - Bro.KONE、柳沢慎吾らとともにレギュラー出演。
- なんてったって好奇心（フジテレビ） - ナレーション
- サウンドメッセージ（朝日放送）
- WOWOW TODAY（JSB 日本衛星放送）- 1990年の放送開始当初から。月曜日 - 金曜日の朝、生放送の情報番組。
- SmaSTATION!! （テレビ朝日） - ナレーションを担当。
- えいごでしゃべらないとJr. （NHK教育）
- 天海祐希・石田ゆり子のスナックあけぼの橋（フジテレビ） - ナレーション

### テレビドラマ
- さよなら三角（1983年、フジテレビ） - 町内放送のDJ(拓の父親)
- 銀河テレビ小説 つかこうへいのかけおち'83（1983年、NHK） - DJ男
- うちの子にかぎって 第5話（1984年、TBS） - 高野伸行
- 一度は有る事（1984年、TBS）
- 噂のコンサート（1985年、TBSテレビ） - 洋画『キング・オブ・コメディ』の筋立てを指揮者志望者に置き換えたような話。
- 水曜ドラマスペシャル・遊びの時間は終らない（1985年、TBSテレビ） - 警官
- 深夜にようこそ 第1回（1986年、TBSテレビ） - サラリーマン
- 早春物語〜私、大人になります〜（1986年、TBSテレビ） - 沖野順一
- 毎度おさわがせします 第3シリーズ 第13話（1987年、TBSテレビ）
- キスより簡単（1987年、フジテレビ） - 進藤千也
- すてきな三角関係 壁際族に花束を（1987年、TBS） - 小谷課長
- NHK大河ドラマ 武田信玄（1988年、NHK総合） - 原昌俊
- ザ・刑事（1990年、テレビ朝日） - 篠丸健次郎係長
- 世にも奇妙な物語『柵』（1991年、フジテレビ） ‐ 増山敬一
- 東芝日曜劇場・ふたりのシーソーゲーム（1996年、TBSテレビ） - 吉田光雄
- 月曜ドラマイン・ハンサムマン（1996年、テレビ朝日） - 大前田雄二
- 火曜サスペンス劇場 警部補 佃次郎 4 『仮説の行方』（1997年12月16日、日本テレビ） - 亀井利一
- 税務調査官・窓際太郎の事件簿 1 『脱税のトリックすべて暴きます 元マルサの男が挑む伊豆不倫連続殺人事件』（1998年6月8日、TBSテレビ） - 三村祐介
- さむらい探偵事件簿（1996年、日本テレビ） - ナレーション
- フルスイング（2008年、NHK） - 校長
- MR.BRAIN （2009年、TBS） - 瀬田逸平
- テレビ東京開局50周年特別番組・永遠の0（2015年、テレビ東京） - 永井清孝(現代) 役
- 仮面ライダーエグゼイド（2017年、テレビ朝日） - ビルドドライバー音声、仮面ライダービルドガシャット音声
- 仮面ライダービルド（2017年、テレビ朝日） - ビルドドライバー音声、ネビュラスチームガン音声[77]
- Home Sweet Tokyo （2017年、NHK） - ヒロユキ
- 女子グルメバーガー部（2020年、テレビ東京） - ナレーション
- ある日、下北沢で（2024年放送予定、TOKYO MX）[78]

### 映画
- アメリカン・グラフィティ（1983年、テレビ朝日） - ウルフマン・ジャック 役（吹替）
- アメリカン・グラフィティ（1984年、TBSテレビ） - ウルフマン・ジャック 役（吹替）
- 逆噴射家族（1984年、ATG） - 小林勝国 役
- リボルバー（1988年、シネ・ロッポニカ） - 阿久根康男 役
- どっちにするの。（1989年、東宝） - 北林係長 役
- サラリーマン専科（1995年、松竹） - 太田部長 役
- マルタイの女（1997年、東宝） - 映画監督 役
- 学校III （1998年、松竹） - 村上 役
- 港のロキシー（1999年、アルゴ・ピクチャーズ） - 嶋本 役
- Little DJ〜小さな恋の物語（2007年、アルゴ・ピクチャーズ）特別出演 尾崎誠(ラジオDJ) 役
- レンタネコ（2012年 、スールキートス） - サヨコの隣人 役
- アルキメデスの大戦（2019年、東宝） - 大角岑生 役[79]

### アニメ声優
- SF新世紀レンズマン（1984年） - DJビル役で出演[80]。
- 青いブリンク（1989年、NHK総合）- 次元航行バスの運転手役「丹波」で、ほぼ全話に亘って出演[1][81]。
- nice&neat （2006年、Webアニメ）

### PV
- BENNIE K with アルファ 「DISCO先輩」

### ゲーム
- BINGO PARTY SPLASH / SPLASH SP （セガ） - ナレーションを担当。

### イントロ
- 「輝け! 8人ライダー」 - イントロコーラスを担当。なお、メインボーカルがささきいさおのもの（『仮面ライダー 8人ライダーVS銀河王』主題歌）と水木一郎のもの（『仮面ライダー (スカイライダー)』後期ED）があるが、小林の声や伴奏、コーラスの音源は同じものである。

### ナレーター/CM

#### CM（テレビ）
- 日清食品 ウォーキングカラオケプレゼントキャンペーン ※白塗りの顔面、ラメのアイシャドーに眼鏡着用、頭髪の一部を赤く染め、本編ではパンクファッション、エンディングのみ三波春夫ばりの着流し姿で熱唱。
- サンガリア ウィスパー ※1985年頃にアニメ声風の声を発するパペットとともに出演。ウィスパーは2003年頃に製造中止になり、2010年7月に復刻販売されている[82]。
- 郵便局 国際ビジネス郵便（1990年）
- 味の素 中華あじ ※CM中当製品を用いて調理された炒飯などを「チャオ・ファン」などと中国語で呼んでいた。
- エプソン 「お得祭り」（2015年1月）米倉涼子と共演。
- KIRIN 「一番搾り 広島に乾杯」（2017年）
- Yahoo! MAP すごい広島祭（2018年）実況役
- スズキフロンテ福山販売（2018年）
- 慶応進学会
- 興和 ミカロン
- JR西日本 スマートEX
- スーパーマーケット エブリイ CMナレーションと本日の特売内容等の店内放送の担当
- サントリー烏龍茶 カープ名言ボトル（2019年）じいちゃん役
  - 山本浩二 篇
  - 大野豊 篇
  - 津田恒実 篇
  - 衣笠祥雄 篇
- ECC ナレーション
- DMG森精機株式会社　ほか

#### 声の出演（テレビ）
- 笑点共同企画 福T（シャツ）・福バッグ・福ジャン（ジャンパー）キャンペーンCMソング（サントリー） - 『笑点』の司会者であった5代目三遊亭圓楽に声が似ていることから起用された。
- Veryカープ！（中国放送 (RCC)） - テレビ・ラジオでのカープ中継のキャッチフレーズのジングルを担当。

ほか多数

#### ナレーション（テレビ）
- F1グランプリ (1987年-1994年)「F1 Grand Prix in ○○（開催地）!」のコール。1987年シーズンはオープニング前のF1紹介VTRのナレーションも担当
- CDプレーヤー（NEC）
- 日本航空（1979年）

ほか多数

#### ラジオ
- 家カフェ.com（過去）
- メガネフラワー
- 日本広告審査機構(JARO)
- Meet the Music 2008! 全国民放FM53局（全国FM連合） & KDDI present 桑田佳祐アコースティックライブ in 石垣島
- Meet the Music 2008! 全国民放FM53局（全国FM連合） & KDDI present 桑田佳祐アコースティックライブ in 石垣島・完全版（録音再放送）

ほか

#### 音声ガイド
- 国立新美術館「アメリカン・ポップ・アート展」（2013年）

#### 楽曲
- つりビット-「踊ろよ、フィッシュ」（山下達郎のカバー・ラジオから流れるDJという設定での出演）
- Blue　Sky　Waseda (Keio)-東京六大学応援歌

### その他コンテンツ
- スピッティング・イメージ・渡る世間にツバぺっぺっ！（1987年、ポニーキャニオン）ナレーション
- L'Arc〜en〜Ciel結成20周年記念特別番組『ベストヒットLEC』 ※アルバム『BUTTERFLY』完全生産限定盤特典DVD収録（2012年2月8日）ナレーション
- 変身ベルト DXビルドドライバー（2017年9月2日、玩具）システム音声
- DXジーニアスフルボトル（2018年6月16日、玩具）システム音声
- 72時間ホンネテレビ（2017年、AbemaTV配信番組）告知動画・番組中ナレーション
- 7.2 新しい別の窓（2018年 - 、AbemaTV配信番組）ジャンクションナレーション

## レコード・CD

### ザ・ナンバーワン・バンド名義

#### アルバム
- もも（1982年6月21日、invitation）
- 東京あたり（1983年6月21日、invitation）
- ラジオ ショー（1984年、invitation）
- はっぱすいすい（1985年、invitation）
- BAD SONGS（1986年5月21日、invitation）ベスト・アルバム
- ワイルドで行こう（1987年、紅白）
- 極楽ドンバ（1989年10月25日、ポリスター）
- ます（1993年2月24日、ビクター音楽産業）
- ももんこ（1993年11月21日、SPEEDSTAR）『もも』から『ます』までの6アルバムから選んだベスト・アルバム
- 鯛 最後の晩餐（2018年3月21日、SPEEDSTAR）[83]
  - 鯛 最後の晩餐（2CD+MOOK）（完全生産限定盤）（VIZL-1355）
  - 鯛 最後の晩餐 通常盤（VICL-64984）

#### シングル
- うわさのカム・トゥ・ハワイ／ザ・ナンバーワン・バンドのテーマ
- 六本木のベンちゃん／最新アメリカ式美容体操（桃を食べよう）
- 野球小僧／プロレスを10倍楽しく見る方法/今でも豊登を愛しています
- USA慕情 MIX#01／MIX#02
「USA慕情」は歌詞に、駄洒落的にアメリカ合衆国の州の名前を盛り込んだ曲。
- ワイルドで行こう／ワイルドで行こう -Valentine Mix-
- 僕ちゃんたちのお店／ゲット オフ マイ スーパーポコ
- 六本木のおじさん／レゲエのおじさん

### スネークマン・ショー名義
- アルバム『死ぬのは嫌だ、恐い。戦争反対!』（1981年10月21日、アルファレコード）

### カツヤ・コバヤーシ名義
- アルバム『GO GO BOY』（1988年、紅白）

### 花咲コバヤシ名義
- アルバム『SHA-LA-LA GARDEN』（2001年11月7日）

### ZELDA
- アルバム『CARNAVAL』（1983年11月5日、日本フォノグラム）収録 #8「東京TOWER」 - 招き猫カゲキ団

### その他参加作品
- ジャッキー吉川とブルー・コメッツ『ディスコ大作戦』（1976年9月5日、ビクター音楽産業） - DJとして参加
- 山下達郎「COME ALONG」1980年3月21日 - DJとして参加
- 山下達郎「COME ALONG 2」1984年3月5日 - DJとして参加
- 山下達郎「COME ALONG 3」2017年8月2日 - DJとして参加

## 著書
- 『小林克也のビートにノッて70短文英会話 : Thinkingからfeelingへ』〈カッパ・ホームス〉、光文社、1987年4月30日。ISBN 978-4334051372。
- 英語のクスリ（イーフロンティア、2001年12月）ISBN 978-4590011219
- うわさのファンキーフライデー（辰巳出版、2009年1月）ISBN 978-4777805013
- 小林克也 洋楽の旅（玄光社、2021年5月）ISBN 978-4768314838

## CDブック
- 中国新聞SELECT×RCCラジオ Veryカープ! 名選手列伝100人の物語 Vol.1（2018年6月26日、中国新聞社）
- 中国新聞SELECT×RCCラジオ Veryカープ! 名選手列伝100人の物語 Vol.2（2018年7月31日、中国新聞社）
- 中国新聞SELECT×RCCラジオ Veryカープ! 名選手列伝100人の物語 Vol.3（2018年9月21日、中国新聞社）
- 中国新聞SELECT×RCCラジオ Veryカープ! 名選手列伝100人の物語 Vol.4（2018年10月27日、中国新聞社）